# Герасимов Віталій Петрович
Віталій Петрович Герасимов (9 липня 1977, Казань, РРФСР — 7 березня 2022, Харківський район, Україна) — російський воєначальник, генерал-майор, начальник штабу —  перший заступник командувача 41-ї загальновійськової армії Центрального військового округу.

## Освіта
- Казанська філія Челябінського вищого танкового командного училища імені 50-річчя Великого Жовтня (1999)
- Загальновійськова академія Збройних Сил Російської Федерації (2007)
- Військова академія Генерального штабу Збройних Сил Російської Федерації (2019)

## Військова служба
1999—2005 — проходив службу на посадах командира танкового взводу, командира танкової роти, начальника штабу навчального танкового батальйону в Північно-Кавказькому і Далекосхідному військових округах.
2005—2007 — слухач Загальновійськової академії Збройних сил Російської Федерації.
2007—2010 — командир мотострілецького батальйону в Північно-Кавказькому військовому окрузі.
З 2010 року по 2013 рік — начальник штабу — заступник командира 74-ї окремої гвардійської мотострілецької Звенигородсько-Берлінської орденів Кутузова та Суворова бригади 41-ї загальновійськової армії Центрального військового округу (м. Юрга, Кемеровська область).
З 2013 року по 2014 рік — командир 15-ї окремої мотострілецької бригади 2-ї гвардійської загальновійськової армії Центрального військового округу, в/ч 90600, селище міського типу Рощинське (Самарська область).
Спільнота Inform Napalm неодноразово звинувачувала Герасимова у наданні підтримки збройним формуванням із ДНР та ЛНР, які беруть участь у війні на Донбасі. «Миротворець» додав Герасимова до списку осіб, які загрожують національній безпеці України.
2014—2017 — начальник кафедри тактики Загальновійськової академії Збройних сил Російської Федерації.
2017—2019 — слухач факультету національної безпеки і оборони держави Військової академії Генерального штабу Збройних сил Російської Федерації.
2019—2020 — командир 90-ї гвардійської танкової Вітебсько-Новгородської двічі Червонопрапорної дивізії (м. Єкатеринбург).
З 2020 року — начальник штабу — перший заступник командувача 41-ї загальновійськової армії Центрального військового округу (м. Новосибірськ).
Учасник бойових дій у Другій чеченській війні, військовій операції Росії в Сирії та війні в Україні. 7 березня 2022 року загинув у бою поблизу Харкова.
16 березня 2022 року був похований у Єкатеринбурзі, проте Міноборони РФ та офіційна російська преса проігнорувала смерть та поховання генерала[неавторитетне джерело].

## Нагороди
- Орден «За заслуги перед Вітчизною» 4-го ступеня з мечами[6].
- Орден Мужності[6].
- Орден «За військові заслуги»[6].
- Медаль ордена «За заслуги перед Вітчизною» 2-го ступеня[6].
- Медаль «За військову доблесть» 1-го ступеня[6].
- Медаль «За відзнаку у військовій службі» 3-го, 2-го і 1-го ступеня[6] (20 років служби)
- Медаль «За повернення Криму»[6].
- Медаль «Учаснику військової операції в Сирії»[6].